# Ursula Küper

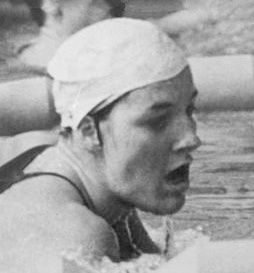
Ursula Küper 1963 in Leipzig

Ursula Küper (* 28. November 1937 in Berlin, nach Heirat Ursula Stille) ist eine ehemalige Schwimmerin aus der DDR. Sie wurde 1960 Olympiadritte mit der Lagenstaffel.
Ursula Küper wurde erst während ihres Studiums für den Schwimmsport entdeckt. 1959 wechselte sie zum SC Dynamo Berlin und gewann mit der 4-mal-200-Meter-Bruststaffel ihren einzigen DDR-Meistertitel. Bei den DDR-Schwimmmeisterschaften 1960 belegte sie über 200 Meter Brust den zweiten Platz hinter Barbara Göbel. Bei den innerdeutschen Ausscheidungen für die gesamtdeutsche Mannschaft bei den Olympischen Spielen 1960 belegte sie über 200 Meter Brust den vierten Platz. Über 100 Meter stellte sie am 14. Juli 1960 in Leipzig mit 1:19,0 min einen neuen Weltrekord auf. Diese Distanz war zwar als Einzelstrecke 1960 noch nicht olympisch, aber der Weltrekord bedeutete die Qualifikation für die Lagenstaffel. Die 4-mal-100-Meter-Lagenstaffel mit Ingrid Schmidt, Ursula Küper und Bärbel Fuhrmann aus der DDR und der BRD-Freistilspezialistin Ursel Brunner schwamm dann im Olympiafinale in 4:47,6 Minuten auf den dritten Platz hinter der US-Staffel und den Australierinnen.
In den folgenden Jahren belegte Ursula Küper bei DDR-Meisterschaften dreimal den zweiten Platz hinter Barbara Grimmer, einen Meistertitel auf einer Einzelstrecke gewann sie nicht. Bei den Schwimmeuropameisterschaften 1962 in Leipzig erhielt sie auf der 200-Meter-Bruststrecke die Bronzemedaille. Auch für die Olympischen Spiele 1964 qualifizierte sich Ursula Küper auf der langen Bruststrecke und belegte in Tokio den achten Platz.
Ursula Küper arbeitete nach ihrer Karriere als Lehrerin im Hochschulsport an der Humboldt-Universität zu Berlin. Ihre Stieftochter Antje Stille schwamm 1976 bei den Olympischen Spielen in Montreal.